# Flække
En flække (fra tysk Flecken) er historisk en by som ikke var købstad, men havde visse særrettigheder.

## Danmark
I midten af 1800-tallet blev Fredensborg og Hørsholm betegnet som flækker.
I dansk sammenhæng fandtes flækker endvidere i Slesvig (herunder Ærø).
I 1836 havde følgende slesvigske byer status af flække:
- Arnæs
- Augustenborg (siden 1764)
- Bredsted
- Christiansfeld (siden 1771)
- Højer (siden 1736)
- Kappel
- Lyksborg
- Løgumkloster (før 1739)
- Marstal på Ærø
- Nordborg på Als (siden 1680)
- Petersdorf på Femern
- Svavsted ved Frederiksstad
- Vyk på Før

Marstal fik i 1861 status af handelsplads. Augustenborg, Christiansfeld, Højer, Løgumkloster og Nordborg beholdt deres flækkestatus efter, at de var blevet danske i 1920. Augustenborg, Højer og Løgumkloster udtrådte i 1920'erne af amtskommunen, mens Christiansfeld og Nordborg forblev under deres respektive amtskommuner. Efter kommunalreformen 1970 skelnes der ikke imellem flækker og andre kommuner.
I dagligsproget betegner flække en lille, ubetydelig by. I denne betydning har ordet været anvendt om blandt andet Hals ved Limfjorden (J.P.Trap: Danmark, 1 udgave, 1859).
Begrebet handelsplads og det svenske begreb köping har stort set samme betydning som flække.